# Mine d'Ak-Dovourak
La mine d'Ak-Dovurak est une mine à ciel ouvert d’amiante située en Russie près de la ville de Ak-Dovourak. 